# Églises romanes de Charente
Les églises romanes de Charente, construites entre les Xe et XIIIe siècles, sont caractéristiques de l'art roman saintongeais. Elles étaient présentes dans chaque paroisse, certaines ont été fortifiées, d'autres ont été remaniées beaucoup ont traversé les siècles jusqu'à nous.

## VIIesiècle
- église souterraine monolithe d'Aubeterre, dont une partie des sculptures datent du XIIe siècle, classée le 3 septembre 1912

## VIIIesiècle
- église souterraine monolithe de Gurat dite chapelle Saint-Georges  inscrite le 30 octobre 1963

## XIesiècle

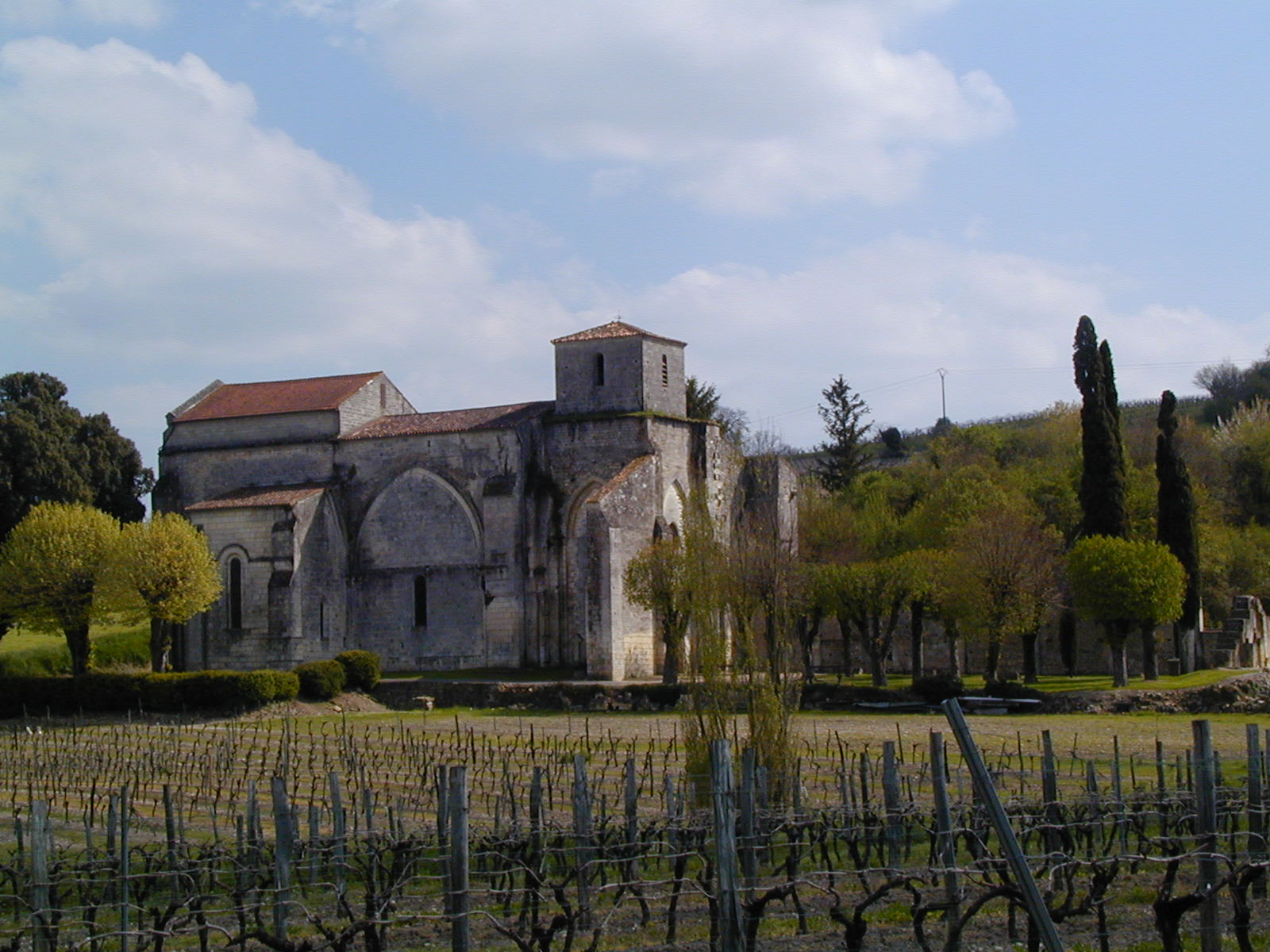
église de Bouteville
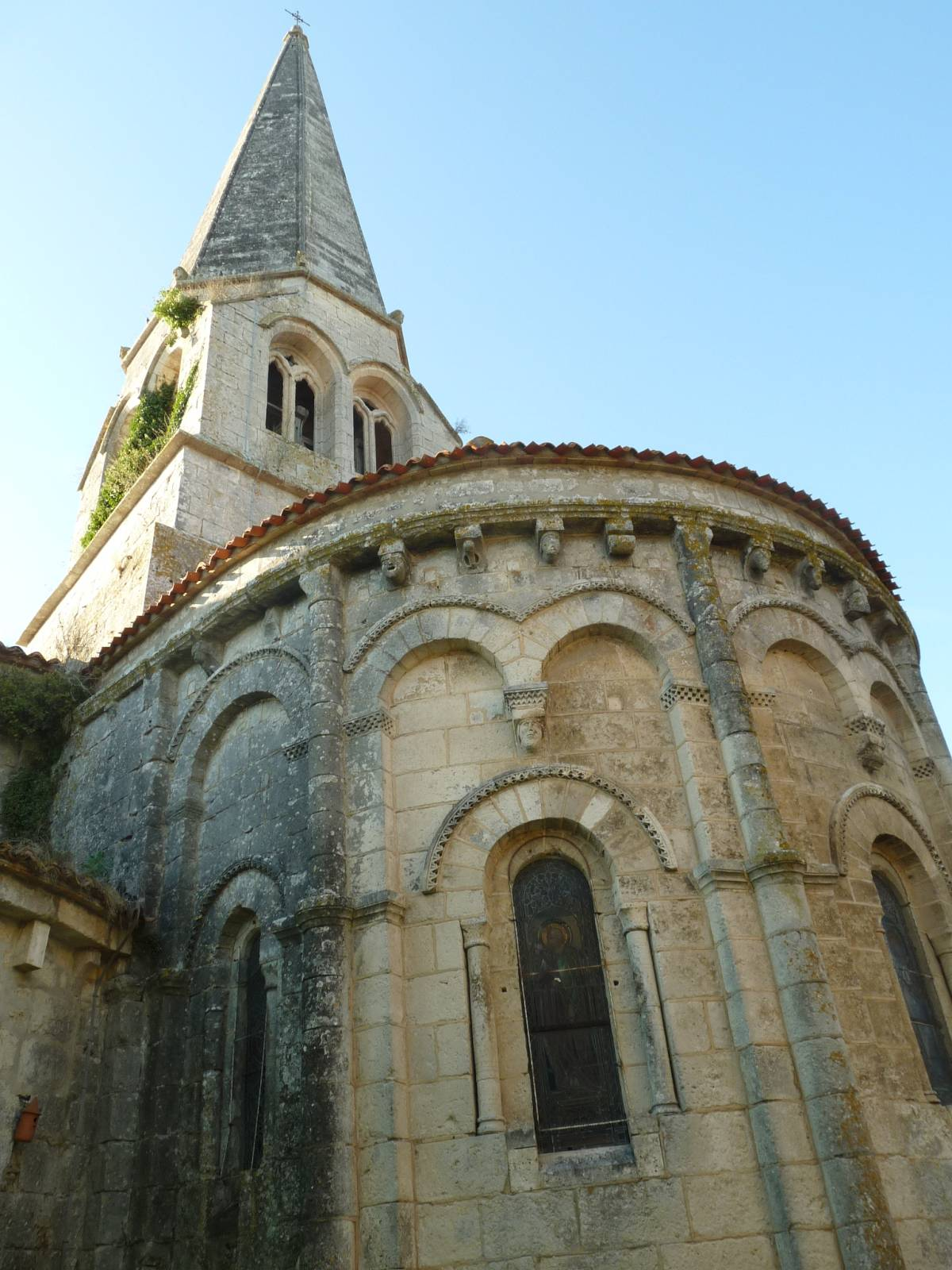
Notre-Dame de Charmant
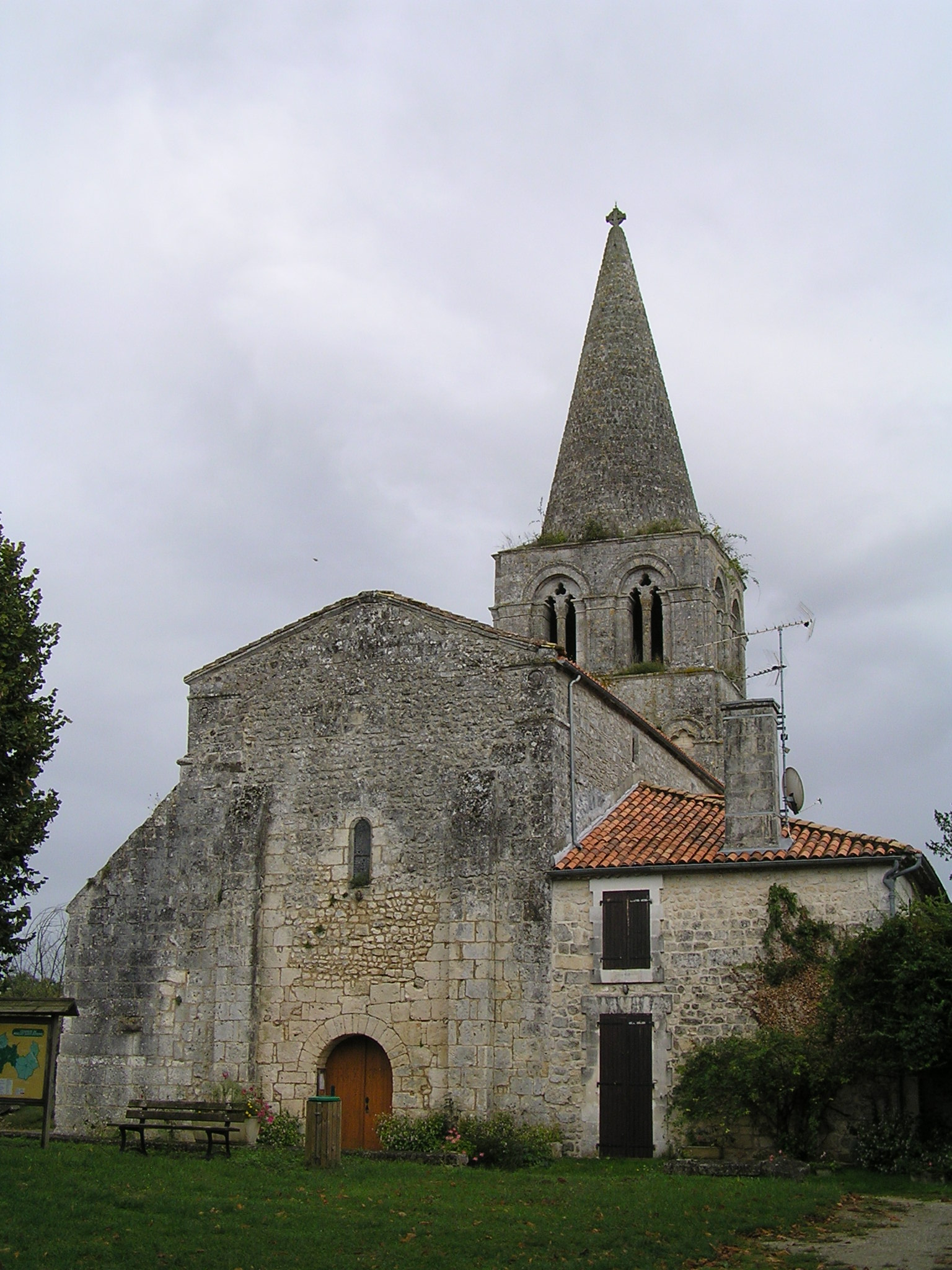
église Saint-Estèphe de Roullet-Saint-Estèphede
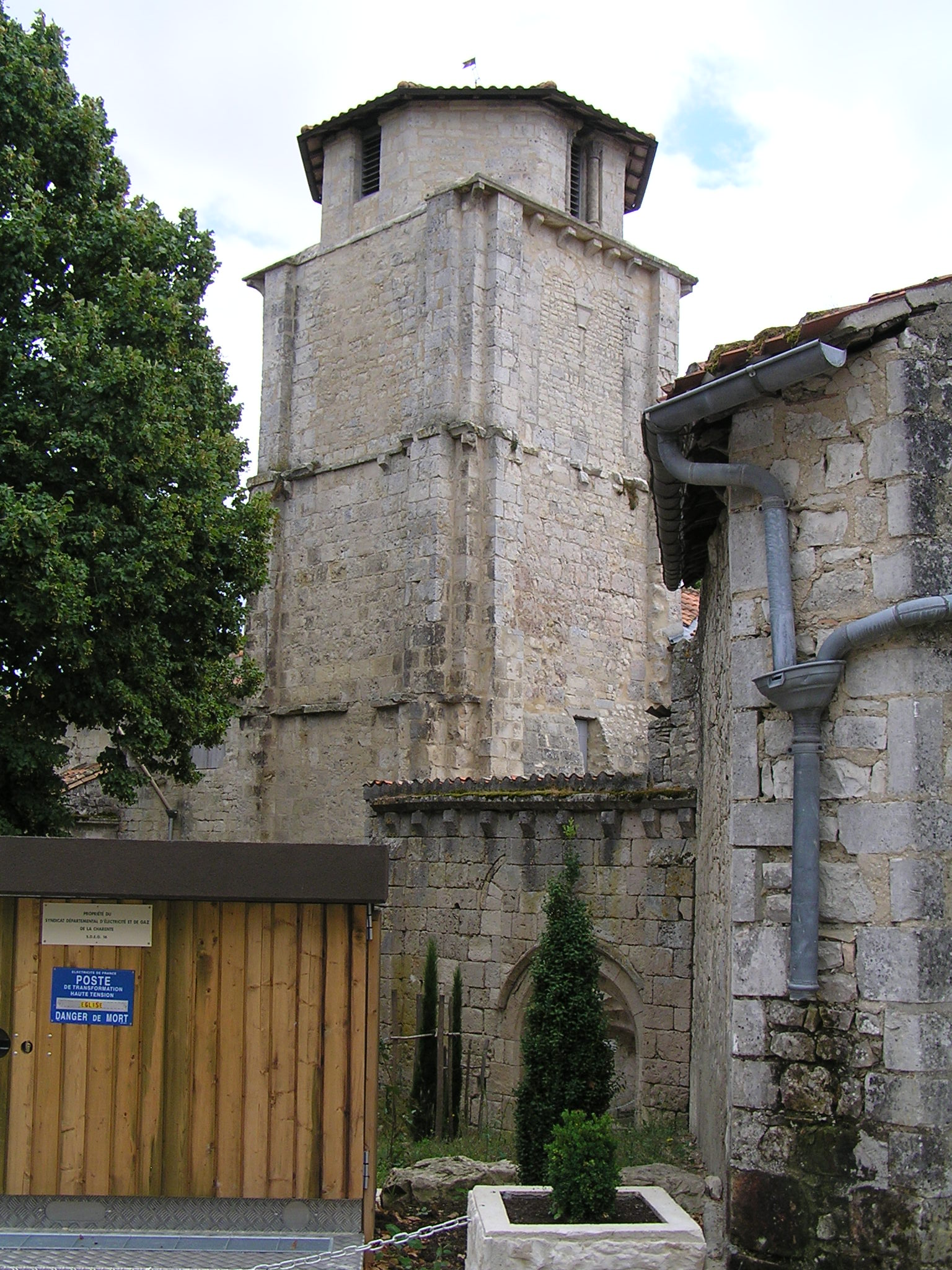
clocher de Notre-Dame de Vouharte

- église de l'ancienne abbaye de Puypéroux à Aignes-et-Puypéroux inscrite le 5 décembre 1984
- église Saint-Barthélémy d'Angeduc, restaurée au XIIIe siècle dont la voûte s'est effondrée en 1730 inventoriée mais ni inscrite ni classée
- église de l'abbaye Saint-Étienne de Baignes à  Baignes-Sainte-Radegonde inscrite (sauf le clocher) le 3 mars 1992
- les vestiges de l'église Saint-Seurin ou Saint-Séverin, propriété privée transformée en habitation qui présente une litre funéraire aux armes des Louvois.
- église Saint-Mathias de Barbezieux-Saint-Hilaire fondée en 1040, pillée puis réparée, inscrite le 29 novembre 1948
- église de Bouteville inscrite le  24 mai 1965
- église Saint-Trojan à Boutiers-Saint-Trojan, inscrite le 16 octobre 1952
- église Saint-Nicolas de Cellefrouin, église de l'abbaye Saint-Pierre de Cellefrouin classée le 21 septembre 1907
- église Notre-Dame de Charmant, classée en 1846
- église Saint-Cybard de Chavenat, inscrite le  29 janvier 1997
- église du prieuré de Cherves-Châtelars, classée le 7 juin 1923
- église Saint-Vivien de Cherves à Cherves-Richemont, classée le 9 mars 1988
- crypte de l'église de Richemont  à Cherves-Richemont, classée le 21 septembre 1907
- église de Condéon, classée le 10 février 1913
- église Saint-Barthélémy de Confolens, classée le 21 septembre 1907
- église Saint-Jean-Baptiste de Coulgens ornée de peintures murales du XIVe siècle, classée le 25 mars 1955
- église de Courcôme, classée le  2 août 1881
- église Saint-Pierre d'Edon, inscrite le 27 avril 1965
- église de Fléac, classée le 11 décembre 1912
- église Saint-Médard de Genté, inscrite le 21 décembre 1984
- église Notre-Dame de Guratni inscrite ni classée
- église Saint-Pierre de Jarnac à crypte classée le 1er mars 1945
- église Saint-Martin de Juillac-le-Coq, inscrite le 5 décembre 1991
- ruines de l'église Saint-Jean-Baptiste de La Couronne classée le 26 septembre 1903
- église Saint-Pierre de La Péruse inscrite le 28 octobre 1980
- église de La Rochette, classée le 29 décembre 1932
- église Saint-Pierre de Lesterps, ancienne église abbatiale de l'abbaye de Lesterps classée en 1862
- église Saint-Martin d'Oradour-Fanais, classée le 22 août 1921
- le prieuré Saint-Pierre prieuré cure d'Oriolles, réparé au XIXe siècle est inventorié mais ni inscrit ni classé
- église Saint-Pierre à Passirac, inscrite le 5 décembre 1991
- église Saint-Martin de Poullignac, classée le 10 février 1987
- église Saint-Estèphe à Roullet-Saint-Estèphe, classée le 28 mars 1923
- église Saint-Sulpice de Ruffec, inscrite le 13 avril 1950
- église Saint-Martin de sigogne et église Saint-Martin de Touvérac, inventoriées mais ni inscrites ni classées
- église Saint-Christophe de Vindelle,modifiée au XIIe siècle et rehaussée (fortifiée?) ensuite, inscrite le  4 décembre 1995
- église Notre-Dame de Vouharte, inscrite le 9 juillet 2003
- église Notre-Dame de Xambes, inscrite le 13 novembre 1969

## XIIesiècle
- église d'Agris inscrite le 27 février 1925
- église Notre-Dame d'Alloue classée le 16 septembre 1929
- église d'Ambleville remaniée aux XIVe et XVe siècles, inscrite le 24 mai 1965
- église Saint-Vivien d'Angeac-Champagne en partie reconstruite en 1534, inventoriée mais ni inscrite ni classée
- église Saint-André d'Angoulême, remaniée au XVe siècle, inscrite le 13 février 1951
- cathédrale Saint-Pierre d'Angoulême classée en 1840
- église Saint-Benoit d'Ansac-sur-Vienne reconstruite au XIIe siècle et réparée en 1578, inscrite le  28 octobre 1996
- église Saint-Maclou d'Ars, qui s'est vu ajouter deux chapelles puis la troisième et le clocher au XVIIIe siècle, classée le 25 novembre 1981
- église Saint-Jacques d'Aubeterre au portail classé en 1862.
- église de l'ancienne commanderie de Barbezières dont le chœur a été vouté au XVe siècle inscrite le  7 juin 1993
- église Saint-Hilaire  de Barbezieux-Saint-Hilaire très remaniée qui possède une crypte, inventoriée mais ni inscrite ni classée
- église Saint-Pardoux de Barret ancien prieuré de Bénédictins Saint-Pardou, classée le 15 juin 1954
- église Saint-Barthélémy de Bécheresse classée le 23 février 1925.
- Prieuré Saint-Justinien de Benest fondé par Charlemagne, dont l'église date du XIIe siècle, inscrit le 5 décembre 1984
- église Notre-Dame de Berneuil, classée en 1845 puis le 22 juillet 1914
- église Saint-Sébastien de Bessé, restaurée au XVe siècle et au clocher reconstruit en 1882, inventoriée mais ni inscrite ni classée
- église Saint-Cybard de Porcheresse  à Blanzac-Porcheresse classée le 30 décembre 1913
- église Saint-Barthélémy ou Saint-Arthémy de Blanzac à Blanzac-Porcheresse classée le 16 mars 1890
- église Saint-Cybard à Blanzaguet-Saint-Cybard classée le 15 juin 1920
- église Saint-Jean-Baptiste de Bourg-Charente classée le 10 février 1913
- ruines de la chapelle Saint-Marmet à Boutiers-Saint-Trojan, inscrites le 8 octobre 1986
- église Saint-Benoît à Bréville  dont le portail et la voûte ont été reconstruits au XVe siècle, inventoriée mais ni inscrite ni classée
- église de Brigueuil, inscrite le 27 février 1925
- église Notre-Dame de Brossac, inscrite le 8 octobre 1985
- église de Bunzac, inscrite le 4 janvier 1934
- église de Chabrac, inscrite le 16 juin 1965
- église de Chadurie, inscrite le 17 juin 1925
- église de Challignac, inscrite le 29 novembre 1948
- église Saint-Christophe de Champagne-Vigny, classée le 19 mars 1990
- église de Champmillon, classée le 23 mars 1904
- église Sainte-Eulalie de Champniers, classée le 10 février 1913
- église Saint-Vivien de Charras, fortifiée, classée le 21 septembre 1907
- église de Chassiecq inventoriée mais ni inscrite ni classée
- église Saint-Pierre de Châteauneuf-sur-Charente, classée en 1862
- église Saint-Paul de Chazelles, classée le 25 mars 1977
- église de Cherves-Châtelars, inscrite le 22 mars 1930
- église Sain-Sulpice de Chillac, inscrite le  16 mai 1961
- église Saint-Christophe de Claix, classée le 20 octobre 1920
- église Saint-Martin de Cognac, inventoriée mais ni inscrite ni classée
- église Saint-Léger de Cognac, classée en 1883
- église de Rozet ou Rauzet à Combiers, classée le 14 décembre 1992
- église  de Courgeac, inscrite le 14 mai 1925
- église Saint-Hilaire de Couture, inscrite le 14 mai 1925
- chapelle des Templiers de Cressac-Saint-Genis, ornée de fresques, classée le  9 mai 1914
- église de  Criteuil-la-Magdeleine, inscrite le  1er octobre 1952
- église Saint-Vincent de Curac, inscrite le  7 juin 1993
- église Saint-Cybard de Dignac classée le 26 décembre 1980
- église Saint-Martial de Dirac classée le 10 février 1913
- église Saint-Maurice d'Échallat, inscrite le 8 octobre 1986
- église Saint-Maixent d'Empuré classée le 9 mai 1914
- église Saint-Hilaire d'Épenède, inscrite le 24 mai 1965 sauf son clocher qui est moderne
- église Saint-Pierre d'Éraville, inscrite le 31 mai 1965
- église Saint-Étienne d'Esse, inscrite le 24 juillet 1972
- église Saint-Germain d'Étriac, inscrite le 24 mai 1965
- église Saint-André d'Exideuil classée le 17 novembre 1964
- église Saint-Pierre de Feuillade classée le 21 septembre 1907
- église de l'Houme de Fouquebrune, inscrite le 28 septembre 1926
- église de Garat, inscrite le 13 juillet 1926
- église Notre-Dame de Gardes-le-Pontaroux, classée le 21 juillet 1943
- église Saint-Martin de Gensac-la-Pallue, classée en 1862
- église Saint-Jean-Baptiste de Grassac, inscrite le 7 juin 1993
- église Saint-Martin de Graves ornée de fresques, classée le 14 mars 1986
- église d'Hiersac, inscrite le 29 décembre 1941
- église Saint-Médard de Ladiville, inscrite le 1er octobre 1952
- église Saint-Pierre de Lagarde-sur-le-Né, inscrite le 3 mars 1992
- église de La Magdeleine, classée le 15 février 1974
- église d'Olérat à La Rochefoucauld, inscrite le 19 novembre 1942
- église Saint-Jean-Baptiste au Grand-Madieu, inscrite le 12 octobre 1973
- église Saint-Denis de Lichères, classée le 18 avril 1903
- église Notre-Dame de Lignières à Lignières-Sonneville, classée le 20 décembre 1973
- église de la-Sainte-Trinité de Sonneville à Lignières-Sonneville, inscrite le 30 octobre 1973
- église Saint-Palais-des-Combes à Lignières-Sonneville, inscrite le 30 octobre 1973
- église de Linars, classée le 13 juin 1913
- église Saint-André à Louzac-Saint-André, inscrite le 5 décembre 1991
- église Saint-Martin-de-Louzac à Louzac-Saint-André, inscrite le 5 décembre 1991
- église  de Magnac-Lavalette-Villars, inscrite le 13 juillet 1926
- église Magnac-sur-Touvre, classée le 21 septembre 1907
- église  de Mainfonds, inscrite le 13 juillet 1926
- église Saint Saturnin de Malaville, inscrite le 15 mai 1925
- église Saint-Martial de Manot, inscrite le 28 octobre 1985
- église de Lanville, église du prieuré de Lanville à Marcillac-Lanville, classée le 3 février 1942
- église de Marillac-le-Franc, inscrite le 15 mai 1925
- église  Saint-Gervais Saint-Protais de Marsac, inscrite le 29 décembre 1941
- église de Marthon, inscrite le  15 mai 1925
- église Saint-Laurent de Médillac, classée le 2 juin 1970
- église de Mérignac, inscrite le 14 mai 1925
- église de Mons, inscrite le 18 novembre 1941
- église Saint-Maurice de Montbron, classée en 1862
- église Saint-Denis de Montmoreau-Saint-Cybard, classée en 1846
- église Moulidars, classée le 14 septembre 1912
- église Saint-Hilaire de Mouthiers-sur-Boëme, classée en 1862
- église Saint-Martial de Mouton, classée le 10 août 1955
- église Saint-Michel de Nanclars, classée le 10 août 1920
- église de Nersac, inscrite le  14 mai 1925
- église Saint-Hilaire de Nonac, classée le 4 septembre 1913
- église d'Embourie à Paizay-Naudouin-Embourie, inscrite le 16 décembre 1987
- église de Péreuil, classée le 20 janvier 1913
- église Saint-Gervais  Saint-Protais à Pérignac, classée le 21 septembre 1907
- église Saint-Hippolyte de Plaizac, inscrite le 16 décembre 1987
- église de Plassac-Rouffiac, classée en 1862
- église Saint-Pierre de Poursac agrandie au XVIe siècle, inscrite le 24 octobre 1997
- église de Puymoyen, inscrite le 21 novembre 1969
- église de Raix, classée le 22 juillet 1913
- église de Reignac, ornée d'une litre funéraire, classée le 25 juin 1970
- église de Rioux-Martin, classée en 1862
- église Saint-Cybard de Rivières, inscrite le 29 novembre 1948
- église Saint-Pierre de Rougnac, inscrite le 19 septembre 2001
- église de Rouillac, classée le 19 novembre 1910
- église Saint-Cybard de Roullet à Roullet-Saint-Estèphe a été classée en 1840
- église Saint-André de Ruffec, classée le 20 mars 1903
- vestiges de l'église Saint-Blaise de Ruffec, inscrits le 7 novembre 1973
- église de l'abbaye de Saint-Amant-de-Boixe, classée en 1840
- église de Saint-Amant-de-Bonnieure, classée le 6 avril 1981
- église Saint-Michel à Saint-Angeau, inscrite le 29 novembre 1948
- église de Conzac ancien prieuré cure de Clunisiens à Saint-Aulais-la-Chapelle, classée le 13 mars 1953
- église de l'abbaye Notre-Dame-de-l'Assomption de Châtre à Saint-Brice, classée le 24 août 1948
- église Saint-Brice à Saint-Brice, inscrite le 30 juillet 1964
- église de Sainte-Colombe, classée le 13 novembre 1973
- église de Saint-Félix, classée le 27 juin 1984
- église Saint-Fortunat de Saint-Fort-sur-le-Né, inscrite le 5 décembre 1991
- église de Saint-Front, inscrite le 3 mai 1956
- église de Saint-Georges, inscrite le  22 août 1949
- église de Saint-Germain-de-Confolens, inscrite le 24 octobre 1973
- église Saint-Germain à Saint-Germain-de-Montbron, inscrite le 28 avril 1965
- église Saint-Laurent à Saint-Laurent-de-Cognac dont la nef et le chœur sont du XIIe siècle inventoriée mais ni inscrite ni classée
- église Saint-Nicolas-de-Peudry de Saint-Martial, classée le 10 février 1987
- église de Saint-Maurice-des-Lions, classée le 24 avril 1909
- église  Saint-Maxime de Saint-Même-les-Carrières qui possède une crypte, inscrite le 5 décembre 1991
- église de Saint-Michel, classée par liste en 1840
- église Saint-Quentin à Saint-Quentin-de-Chalais, classée le  22 octobre 1913
- église Saint-Saturnin à Saint-Saturnin, classée le 12 juillet 1973
- église Saint-Sigismond de Saint-Simon, classée le 15 mai 1974
- église de Segonzac, classée le 25 janvier 1932
- église Saint-Pierre de Sers, classée le 9 juillet 1970
- église de Sireuil, inscrite le 14 mai 1925
- église Saint-Mathieu de Soyaux, inscrite le  22 août 1949
- église Sainte-Radegonde de Theil-Rabier, inscrite le 31 décembre 1986
- église Saint-Aignant-de-Torsac à Torsac, inscrite le 23 juillet 1973
- église Sainte-Madeleine de Touvre, inscrite le 22 août 1949
- église Saint-Pierre-Saint-Laurent de Touzac, classée le 28 avril 1964
- église de Trois-Palis, classée le 12 juillet 1886
- vestiges de l'église de l'abbaye aux Dames de Tusson, inscrits le  16 octobre 1952
- église de Ventouse inscrite le  14 mai 1925
- église Saint-Palais de Verrières à crypte du XIIe siècle, inscrite le 26 mai 1986
- église de Verteuil-sur-Charente inscrite le 18 décembre 1969
- église de Vervant inscrite le 18 décembre 1969
- église Notre-Dame de Vignolles inscrite le 5 décembre 1991
- église de Villognon au portail classé le 26 septembre 1903
- église de Voulgézac classée le 26 septembre 1903
- église de la commanderie Saint-Georges d'Yvrac-et-Malleyrand

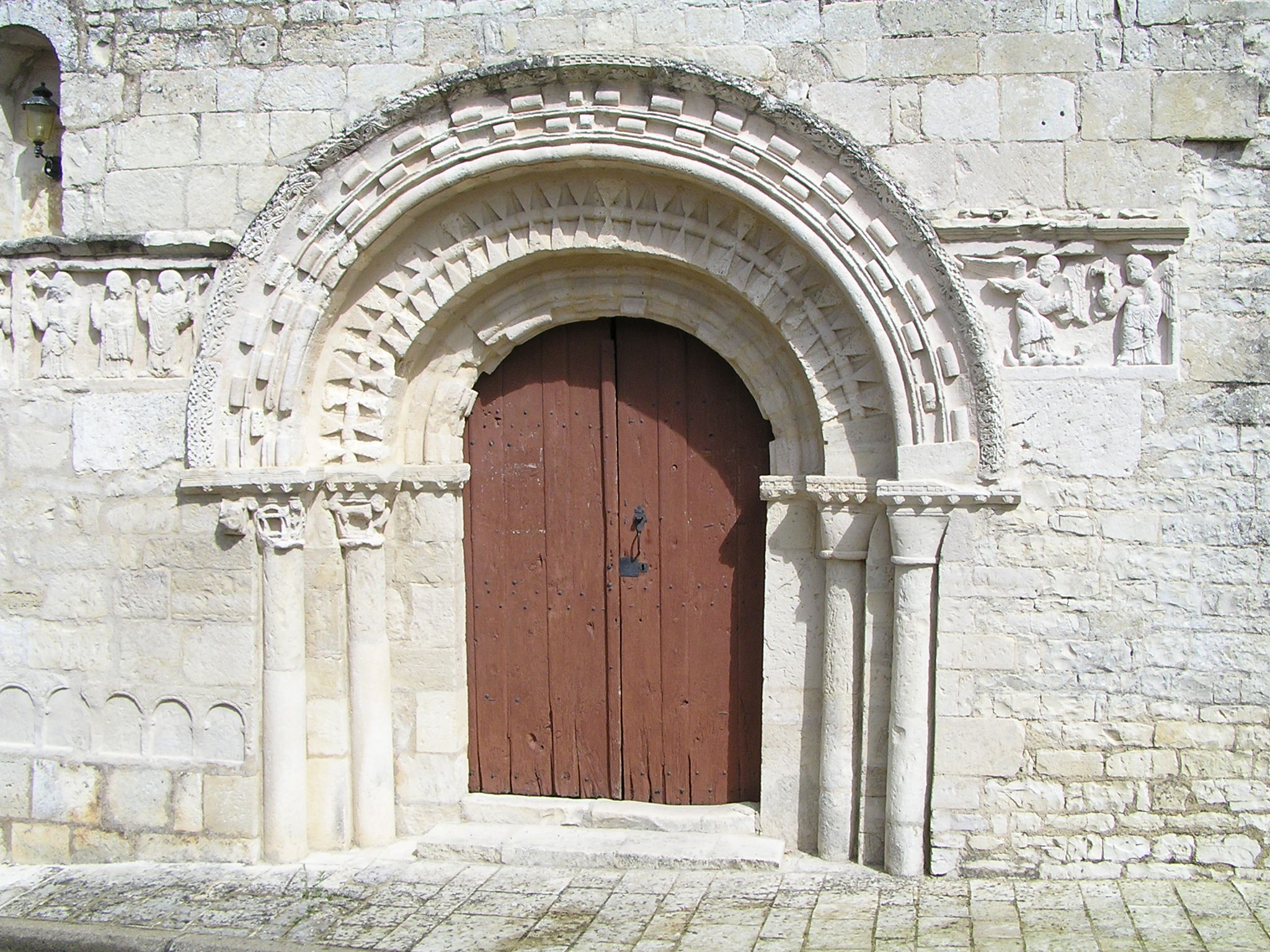
portail de l'église de Villognon

## XIIIesiècle
- église de l'abbaye Saint-Étienne de Bassac, fondée au XIe siècle, reconstruite de 1247 à 1286 et fortifiée, classée depuis 1880.
- église Saint-Pierre et Sainte-Radegonde de Bonnes, inscrite le 4 décembre 1995
- église Saint-Pierre de Bonneuil, inscrite le  21 juin 1952
- église Saint-Clément de Bonneville à clocher façade, inscrite le 28 octobre 1996
- église Saint-Pierre-des-Martyrs de Genac, classée le 24 décembre 1980
- église Saint-Maurice de Salles-d'Angles, inscrite le 5 décembre 1991
- église Saint-Genis de Saulgond, qui a ensuite été fortifiée en surélevant la nef, inscrite le 29 décembre 1997

## XIVesiècle
- église Saint-Pierre d'Angeac-Charente, inscrite le 3 mars 1992